# David H. Koch Theater
El David H. Koch Theater es un teatro para ballet, danza moderna y otras formas de danza, que forma parte del Lincoln Center, en la intersección de Columbus Avenue y 63rd Street, en el barrio de Lincoln Square de Manhattan, en la ciudad de Nueva York. Originalmente llamado New York State Theater, el teatro ha sido sede del New York City Ballet desde su inauguración en 1964, sede secundaria del American Ballet Theatre en otoño y sede de la New York City Opera desde 1964 hasta 2011. El teatro ocupa el lado sur de la plaza principal del Lincoln Center, frente al David Geffen Hall. 